# Lautrach
Lautrach ist eine Gemeinde im schwäbischen Landkreis Unterallgäu.

## Geografie

### Lage
Die Gemeinde liegt zwischen 601 und 631 m ü. NHN auf einer Bergnase zwischen der Lautrach und der Iller etwa elf Kilometer südlich von Memmingen und 32 Kilometer nördlich von Kempten in der Region Donau-Iller in Mittelschwaben.

### Gemeindegliederung
Das Gemeindegebiet besteht nur aus der Gemarkung Lautrach.
Es gibt zehn Gemeindeteile (in Klammern ist der Siedlungstyp angegeben):
- Dilpersried (Dorf)
- Heiligenbauer (Einöde)
- Illermühle (Einöde)
- Lautrach (Pfarrdorf)
- Neuwelt (Dorf)
- Schnall (Dorf)
- Schrofen (Dorf)
- Wies (Einöde)
- Wigelis (Weiler)
- Zürs (Einöde)

## Geschichte

### Bis zur Gemeindegründung
Der erste bekannte Name der Siedlung war „Luteraha“ von alemannisch ach (Bach) und lauter (klar, rein, sauber).
Lautrach wurde im Jahre 840 das erste Mal urkundlich erwähnt.
Im Ort befand sich einer der ältesten Rittersitze in Schwaben. Der mittelalterliche Burgstall Altenlauternach war seit 1164 Sitz des Heinrich von Lauternach. 1337 wurde er an die Schellenberger abgetreten. Von 1417 bis 1609 hatten ihn die Herren von Landau inne. 1609 kam die Herrschaft an die pfälzischen Herren von Muggenthal. Im Dreißigjährigen Krieg wütete die Pest in Legau (1628/30). Die Schweden marschierten 1632 ein, plünderten das Dorf und brannten es teilweise nieder. 1641 verkaufte der Graf von Muggenthal aus Not das Dorf an das Stift von Kempten. Dort blieb es bis zur Säkularisation. Im Jahr 1818 entstand die politische Gemeinde.

### Einwohnerentwicklung
| Jahr      | 1961 | 1970 | 1987 | 1991 | 1995 | 2000 | 2005 | 2010 | 2015 |
| Einwohner | 1010 | 0996 | 1085 | 1073 | 1108 | 1151 | 1187 | 1178 | 1247 |

Zwischen 1988 und 2018 wuchs die Gemeinde von 1047 auf 1283 um 236 Einwohner bzw. um 22,5 %.

### Schloss Lautrach

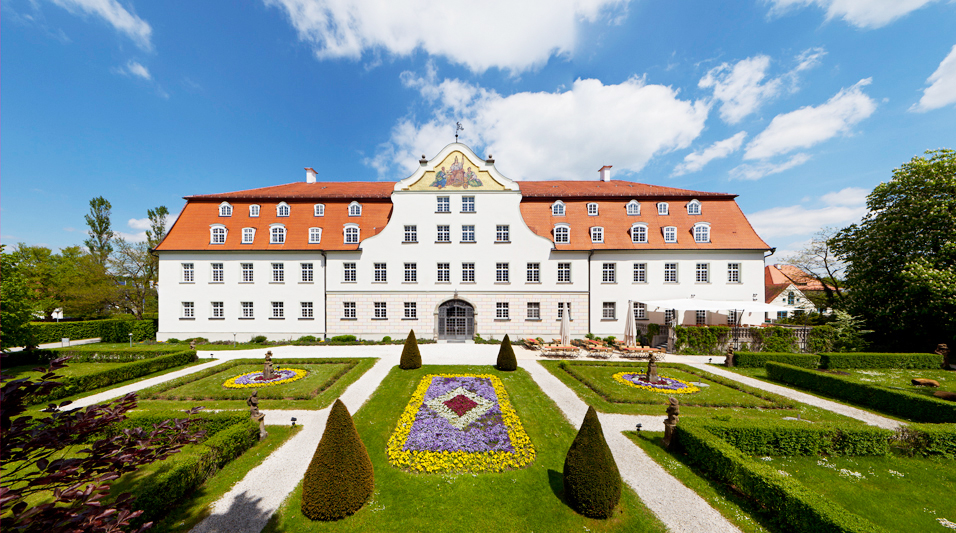
Schloss Lautrach

Ab 1781 ließ der Fürstabt von Kempten, Honorius Roth von Schreckenstein, in dreijähriger Bauzeit das Schloss Lautrach als Propstei und Jagdschloss als Ersatz für das abgebrannte alte Schloss errichten. 1803 wurde Bayern der neue Besitzer des Schlosses. 1805 ersteigerte es der französische Graf Firmas-Perier. Ihm verdankt das Schloss den kleinen Theatersaal mit den wertvollen handbedruckten Bildtapeten aus der Tapetenmanufaktur Dufour, Paris. Nach dem Tod von Firmas-Perier kaufte 1831 Freiherr von Speth das Schloss. Beide Schlösser erwarb 1838 der katholische Priester Josef Deybach mit Unterstützung des Barons Vequel auf Kronburg. Er eröffnete mit seiner Schwester eine Erziehungsanstalt für höhere Töchter. Im Jahre 1840 wurde auch ein Knabeninstitut im Schloss eröffnet. Die beiden Institutionen wurden weit über die Grenzen des Landes bekannt. Im Jahre 1889 erwarben die Wagnerschen Anstalten von Dillingen das Erbe Deybachs. Von 1921 bis 1931 war das neue Schloss im Besitz von Hermann Anschütz-Kaempfe, dem Polarforscher und Erfinder des Kreiselkompasses. An Albert Einstein schrieb er in einem Brief:

„(…) Wissen Sie schon, dass ich für die Universität hier in nächster Nähe Ihrer Heimat ein verträumtes altes Schloss erworben habe, das allen Freunden von der philosophischen Fakultät in erster Linie offen stehen soll. Da dürfen Sie nicht fehlen. Wir wollen im nächsten Sommer womöglich im August, wenn es meine Arbeit zulässt, zum erstenmal dorthin. Die Gegend ist so unbereist von Berliner, wie es in Bayern nur denkbar ist. Schloss und Grund ist in Lautrach bei Memmingen. (…)“

Nach seinem Tod vermachte er es an die Ludwig-Maximilians-Universität München, die es 1966 an die Wagnerschen Anstalten von Dillingen (heute Regens-Wagner-Stiftung) verkaufte. 1989 wurde Schloss Lautrach zu einem Managementzentrum und Tagungshotel umgebaut und 1993 als „Management Centrum Schloss Lautrach“ eröffnet. Es gehört heute zu den führenden Weiterbildungsinstituten mit eigenem Vier-Sterne-Tagungshotel in Deutschland. Die beiden Gesellschafter sind die IHK Schwaben und das Kolping-Bildungswerk in der Diözese Augsburg.

## Politik und Öffentliche Verwaltung

### Bürgermeister
Erster Bürgermeister ist seit Mai 2014 Reinhard Dorn (Freie Wähler); er wurde bei einem Mitbewerber am 15. März 2020 mit 66,5 % wieder gewählt.

### Gemeinderat
Die Sitzzuteilung bei der  Kommunalwahl am 15. März 2020 war wie folgt:
- CSU/Unabhängige Wählergemeinschaft: 5 Sitze (45,7 %)
- Freie Wählervereinigung: 7 Sitze (54,3 %).

In der Amtszeit 2014 bis 2020 waren die Mandate genauso auf die beiden Wahlvorschläge verteilt.

### Verwaltung
Die Gemeinde ist Mitglied der Verwaltungsgemeinschaft Illerwinkel.

### Wappen
| Wappen Gde. Lautrach | Blasonierung: „Durch einen schräglinken silbernen Wellenbalken geteilt von Rot und Blau; oben ein linksgewendeter goldener Hirschkopf, unten ein schmaler, schräglinker silberner Wellenbalken.“ |
| Wappen Gde. Lautrach | Wappenbegründung: Lautrach war früher Mittelpunkt einer Herrschaft, in deren Besitz sich seit dem Mittelalter verschiedene Herren abwechselten. Bis zur Mitte des 14. Jahrhunderts sind in Lautrach die 1239 erstmals genannten und zur Ministerialität der Staufer gehörenden Herren von Lautrach nachweisbar. Ihnen folgen unter anderen seit 1417 die Herren von Landau und nach weiteren Erbfällen schließlich seit 1645 bis zur Säkularisation von 1803 das Fürststift Kempten. Auf die Wappen der Herren von Lautrach (in Silber ein roter Hirschkopf) und der Herren von Landau (in Gold zwei schwarze Hirschstangen) soll der Hirschkopf als gemeinsames Symbol verweisen. Die Tingierung Rot – Blau entspricht den Farben des Fürststifts Kempten. Der große Wellenbalken soll die Iller, der kleine die Ach symbolisieren. Gleichzeitig „reden“ die Wellenbalken für den Ortsnamen Lautrach (Siedlung an der lauteren Ach). Der Entwurf und die Gestaltung gehen auf den Augsburger Christian Pawlik und den Münchner Reinhard Heydenreuter zurück. Das Wappen wurde am 11. August 1986 durch Bescheid der Regierung von Schwaben genehmigt. |

### Flagge
Die Flagge ist weiß–rot gestreift mit aufgelegtem Gemeindewappen.

## Sehenswürdigkeiten
- Schloss Lautrach mit historischem Baukörper und angrenzendem Schlosspark
- Die barocke Kirche St. Peter und Paul ist die römisch-katholische Pfarrkirche des Ortes.
- Vogelbeobachtungsstation am Stausee in Lautrach

## Wirtschaft und Infrastruktur

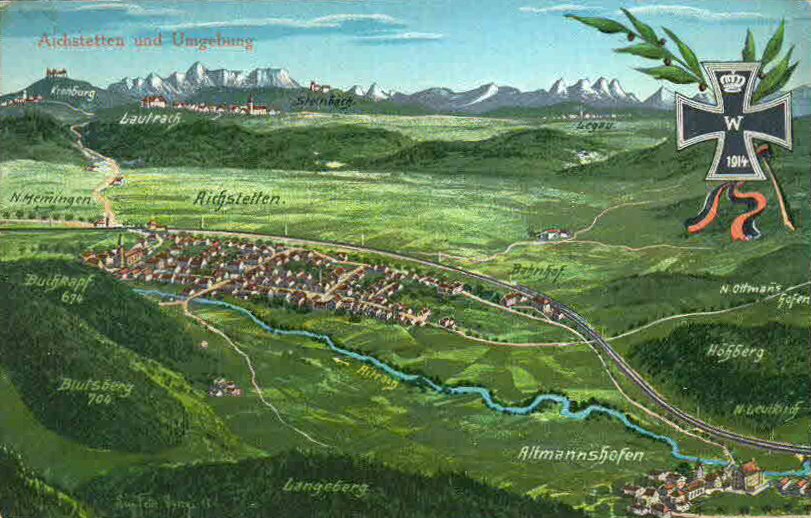
Lautrach (1914)

### Wirtschaft einschließlich Land- und Forstwirtschaft
2017 gab es in der Gemeinde 655 sozialversicherungspflichtige Arbeitsplätze. Von der Wohnbevölkerung standen 541 Personen in einem versicherungspflichtigen Beschäftigungsverhältnis. Damit war die Zahl der Einpendler um 114 höher als die der Auspendler. Sechs Einwohner waren arbeitslos. 2016 gab es neun landwirtschaftliche Betriebe.
Ein kleiner Supermarkt ist vorhanden. Es bestehen Übernachtungsmöglichkeiten für Urlauber in verschiedenen Betrieben.
Regens Wagner betreibt in Lautrach ein großes Behindertenheim mit angeschlossenen Werkstätten (Gärtnerei, Landwirtschaft; Handweberei; Verpackung und Konfektionierung; Montagearbeiten; Elektromontage; Metallbearbeitung und Wasch- und Heißmangelarbeiten).

### Sportstätten
Der TSV-Lautrach/Illerbeuren ist der größte Verein im Illerwinkel und bietet mit sieben Abteilungen ein umfangreiches Sportangebot für die Bevölkerung (Turnen, Fußball, Tennis, Tischtennis, DSV-Skischule, Gymnastik und Tanz).
Es gibt auch einen Rad- und Motorsportverein; hier können Sportarten wie Kunstradfahren oder Radball ausgeübt werden.
Die Sportstätten bestehen aus zwei Fußballplätzen, mehreren Tennisplätzen (zusammen mit dem TC Lautrach vier Tennisplätze in Lautrach, drei in Illerbeuren); einem Sportheim und Freisportanlagen mit 100-m-Bahnen, Hartplatz und im Winter Eislaufbahn und Langlaufloipe. Im Herbst 2023 wurde eine neue 2,5-fach-Turnhalle freigegeben; damit steigt das Sportangebot noch weiter an.

### Verkehr

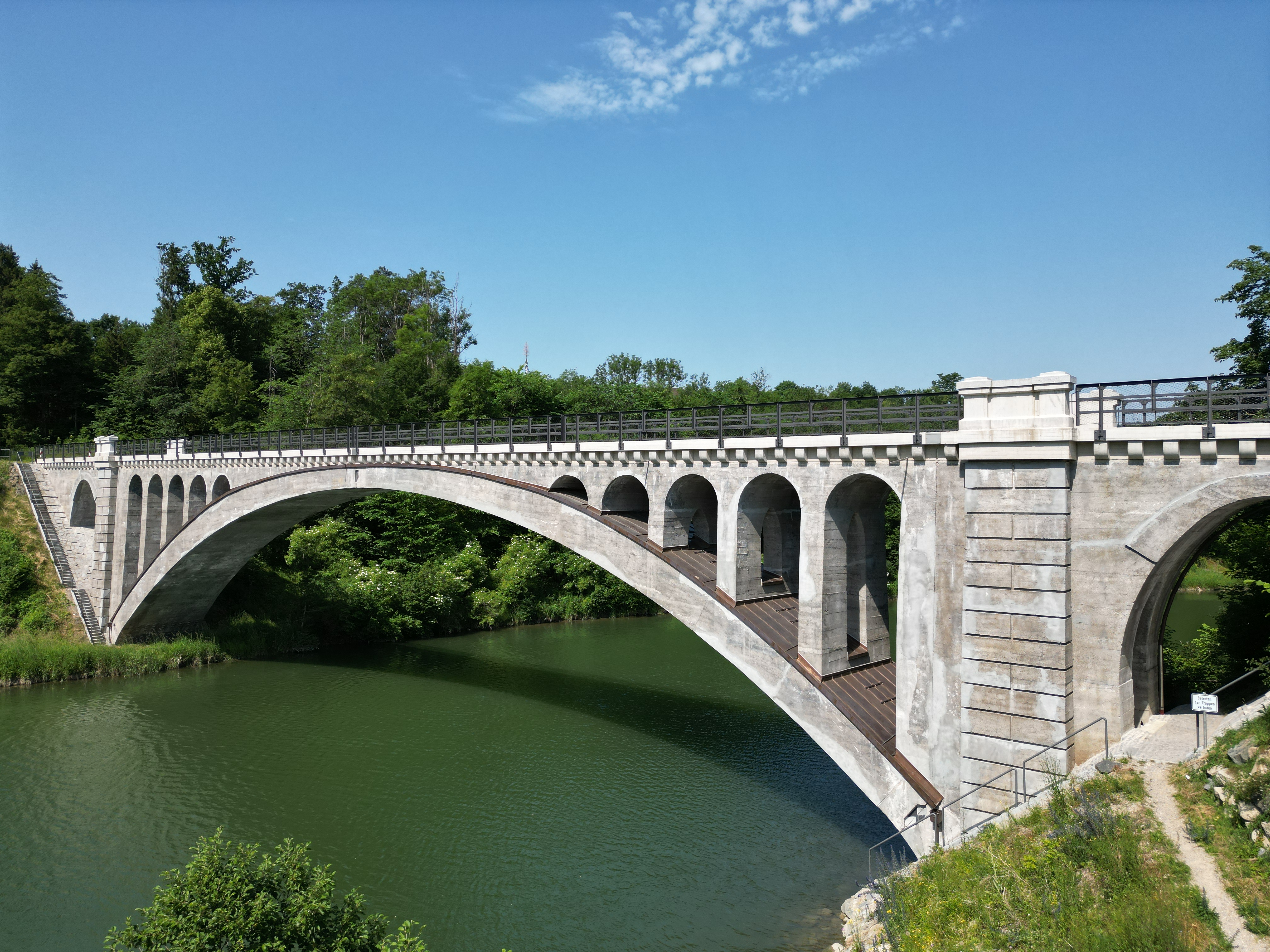
Historische Illerbrücke

Der Iller-Radweg führt durch das Gemeindegebiet.

### Bildung
Im Hauptort gibt es eine Kindertagesstätte mit 112 genehmigten Plätzen und 97 angemeldeten Kindern, davon 14 unter drei Jahren.

## Persönlichkeiten

### Ehrenbürger
- 2005: Herbert Mathy (1935–2021), Altbürgermeister (1977–1996)
- 2017, 14. März: Arthur Dorn (* 1937), Altbürgermeister (CSU/Unabhängige Wählergemeinschaft; 1996–2014)

### Söhne und Töchter der Gemeinde
- Hans Haller (um 1505–1547), Goldschmied
- Bartholomäus Ehinger OSB (1569–1632), Abt der Reichsabtei Ochsenhausen von 1618 bis 1632

### Personen, die im Ort gewirkt haben
- Hermann Anschütz-Kaempfe (1872–1931), promovierter Kunsthistoriker und Erfinder des Kreiselkompasses, erwarb 1921 das Schloss Lautrach.[8]
- Joseph Deybach (1806–1889), katholischer Priester und Pädagoge, erwarb 1838 das Schloss Lautrach[8]
- Magnus Niedermair (1849–1922), katholischer Priester und Domkapitular der Diözese Augsburg, Mitbegründer der heutigen Regens-Wagner-Stiftungen[8]
- Daniel Osterrieder (1866–1947), Maschinenfabrikant[8]
- Honorius Roth von Schreckenstein (1726–1785), Fürstabt im Fürststift Kempten von 1760 bis 1785; ließ ab 1781 das Neue Schloss Lautrach errichten[8]
- Heinrich Suiter (1864–1921), Ingenieur, versorgte ab 1901 Lautrach – früher als anderswo – mit elektrischem Licht[8]
- Paul Schreiber (1899–1981), Künstler, Erfinder (Spirit color (S.C.O.R.P)), Filmdirektor/Autor (Myrte and the Demons). Gestorben in 1981 Schloss Lautrach